# District Caraș-Severin
Caraș-Severin is een Roemeens district (județ) in de historische regio Transsylvanië, met als hoofdstad Reșița (94.580 inwoners). De gangbare afkorting voor het district is CS.

## Demografie
In het jaar 2002 had Caraș-Severin 333.219 inwoners en een bevolkingsdichtheid van 39 inwoners per km².

### Bevolkingsgroepen
De grote meerderheid in Caraș-Severin zijn de Roemenen. Er zijn minderheden van Hongaren (1,76%), Duitsers, Bulgaren, Serven, Roma's, Kroaten en Krasjovanen, een slavisch volk in Caraș-Severin (Roemeens: Carașoveni).
| jaar | inwonertal | Roemenen | Hongaren | Duitstaligen | Roma  | Oekraïners | Serviërs | Joden |
| ---- | ---------- | -------- | -------- | ------------ | ----- | ---------- | -------- | ----- |
| 1930 | 319.286    | 237.476  | 6.665    | 36.793       | 8.381 | 2.480      | 10.038   | 1.014 |
| 1956 | 327.787    | 263.535  | 8.260    | 23.503       | 3.220 | 3.192      | 16.237   | 439   |
| 1966 | 358.726    | 295.879  | 9.175    | 23.882       | 2.132 | 3.647      | 15.826   | 190   |
| 1977 | 385.577    | 323.095  | 9.238    | 21.676       | 5.927 | 3.944      | 15.587   | 162   |
| 1992 | 376.347    | 325.758  | 7.876    | 11.936       | 7.776 | 4.118      | 11.567   | 65    |
| 2002 | 333.219    | 294.051  | 5.824    | 6.149        | 7.914 | -          | -        | -     |
| 2011 | 295.579    | 243.933  | 2.938    | 2.897        | 7.272 | 2.483      | 5.036    | 29    |

## Geografie
Het district heeft een oppervlakte van 8520 km².

## Aangrenzende districten
- Timiș in het noorden
- Hunedoara in het noordoosten
- Gorj in het oosten
- Mehedinți in het zuidoosten
- Servië in het westen

## Natuurreservaten
- Cheile Nerei-Beușnița
- Izvorul Bigăr
- Bârzăvița
- Peștera Comarnic
- Domogled
- Fâneața cu narcise
- Zervești
- Pădurea Ezerișel
- Valea Grețca
- Cheile Gârliștei
- Peștera Popovăț
- Cheile Rudăriei
- Cheile Șușarei

## Steden
- Reșița
- Caransebeș
- Bocșa
- Oravița
- Moldova Nouă
- Oțelu Roșu
- Anina
- Băile Herculane